# Club sportif constantinois (basket-ball)
Maillots
Club sportif constantinois (section basket-ball), section du club omnisports du même nom, basé à Constantine, Algérie.

## Palmarès
- Championnat d'Algérie
  - 3e : 2013-2014
- Coupe d'Algérie
  - Finaliste[1] : 2013-2014
- Coupe d'Afrique des clubs champions
  - Quarts de finale[2] (5e place) : 2013

## Parcours international

### 2013
2013 FIBA Africa Clubs Champions Cup
Coupe d'Afrique des clubs champions de basket-ball
Clubs participants (Groupe A)
| Groupe A                   |
| -------------------------- |
| CS Constantinois           |
| ES Sahel                   |
| Sporting Club d'Alexandrie |
| Ferroviário da Beira       |
| LPRC Oilers                |
| Tali Basket-ball           |

Classement
|    | Team                       | M | V | P | PP  | PC  | Diff | P |
| -- | -------------------------- | - | - | - | --- | --- | ---- | - |
| 1. | ES Sahel                   | 5 | 4 | 1 | 403 | 290 | +113 | 9 |
| 2. | Sporting Club d'Alexandrie | 5 | 4 | 1 | 402 | 308 | +94  | 9 |
| 3. | CS Constantinois           | 5 | 4 | 1 | 356 | 321 | +35  | 9 |
| 4. | Tali Basket-ball           | 5 | 2 | 3 | 331 | 386 | -55  | 7 |
| 5. | Ferroviário da Beira       | 5 | 1 | 4 | 322 | 370 | −48  | 6 |
| 6. | LPRC Oilers                | 5 | 0 | 5 | 306 | 445 | −139 | 5 |

Résultats
| Date             | Tour                    | Équipe 1                   | Score | Équipe 2             |
| ---------------- | ----------------------- | -------------------------- | ----- | -------------------- |
| 12 décembre 2013 | Phase de groupe (Gr. A) | CS Constantinois           | 84–64 | LPRC Oilers          |
| 13 décembre 2013 | Phase de groupe (Gr. A) | CS Constantinois           | 66–61 | Ferroviário da Beira |
| 14 décembre 2013 | Phase de groupe (Gr. A) | Tali Basket-ball           | 60–76 | CS Constantinois     |
| 16 décembre 2013 | Phase de groupe (Gr. A) | Sporting Club d'Alexandrie | 66–69 | CS Constantinois     |
| 17 décembre 2013 | Phase de groupe (Gr. A) | CS Constantinois           | 61–70 | ES Sahel             |
| 19 décembre 2013 | Quarts de finale        | CS Constantinois           | 58–81 | CRD Libolo           |
| 20 décembre 2013 | Classement 5 à 8        | Malabi Kings               | 78–82 | CS Constantinois     |
| 21 décembre 2013 | Classement 5            | CS Constantinois           | 74–58 | Tali Basket-ball     |

Effectif 
| CS Constantine – 2013 FIBA Coupe d’Afrique des clubs champions – 5e place |         |         |                    |         |         |                  |                  |
| Joueurs                                                                   | Joueurs | Joueurs | Joueurs            | Joueurs | Joueurs | Joueurs          | Entraineur       |
| Pos                                                                       | Rang    | Nat     | Nom                | Taille  | Poids   | Âge              | Entraineur       |
|                                                                           | 4       |         | Abderahmane Ziad   |         |         |                  | Merouane Brahami |
| PG                                                                        | 5       |         | Abdelhalim Kaouane | 1,80 m  |         | 29 novembre 1981 |                  |
|                                                                           | 6       |         | Houcem Kabache     |         |         |                  |                  |
|                                                                           | 7       |         | Sid Ali Ghrib      |         |         |                  |                  |
| PG                                                                        | 8       |         | Ali Benhocine      | 1,80 m  |         |                  |                  |
| G                                                                         | 9       |         | Adel Yezza         | 1,91 m  |         |                  |                  |
| G                                                                         | 10      |         | Mohamed Zerouali   | 1,91 m  |         | 27 mars 1990     |                  |
| F                                                                         | 11      |         | Mohamed Saadallah  | 2,03 m  |         |                  |                  |
| PF                                                                        | 12      |         | Theo Little        | 2,11 m  | 116 kg  | 22 mai 1984      |                  |
| C                                                                         | 13      |         | Tarek Oukid        | 2,05 m  | 96 kg   | 13 décembre 1979 |                  |
| SF                                                                        | 14      |         | Isaac Wells        | 2,03 m  | 102 kg  | 18 août 1985     |                  |
|                                                                           | 15      |         | Mohamed Belhoul    |         |         | 22 juin 1986     |                  |

### Joueurs emblématiques
- Mohamed Zerouali
- Abdelhalim Kaouane
- Isaac Wells
- Theo Little